# グラン・プレミオ・ミゲル・インドゥライン
グラン・プレミオ・ミゲル・インドゥライン（スペイン語: Gran Premio Miguel Indurain, バスク語: Miguel Indurain Sari Nagusia）は、例年4月上旬に、スペインのナバラ州で開催される、自転車競技・ロードレースのワンデーレース。GP・ミゲル・インドゥラインとも呼ばれている。

## 概要
1951年に、カンペオナト・バスコ＝ナバロ・デ・モンターニャ（Campeonato Vasco-Navarro de Montaña）という名称でスタートし、1968年にグラン・プレミオ・ナバラ（Gran Premio Navarra）に名称変更。1989年、トロフェオ・コムニダ・デ・ナバラ（Trofeo Comunidad Foral de Navarra）という名称に変更した後、名選手である、ミゲル・インドゥラインを讃え、1999年より現在の名称となった。
2005年にUCIヨーロッパツアーの1.1（ワンデーレースのカテゴリー1クラス）レースに組み入れられたが、2007年に1.HC（ワンデーレースのHCクラス）に格上げされた。
2013年にレースカテゴリーは1.1に格下げされたが、2020年よりUCIプロシリーズに昇格。

## 歴代優勝者
| 年     | 優勝者                                     |
| ------ | ------------------------------------------ |
| 2025年 | ティボー・ネイス                           |
| 2024年 | ブランドン・マクナルティ                   |
| 2023年 | ヨン・イサギレ                             |
| 2022年 | ワレン・バルギル                           |
| 2021年 | アレハンドロ・バルベルデ                   |
| 2020年 | 新型コロナウィルス感染症の流行により未開催 |
| 2019年 | ジョナタン・イヴェール                     |
| 2018年 | アレハンドロ・バルベルデ                   |
| 2017年 | サイモン・イェーツ                         |
| 2016年 | ヨン・イサギレ                             |
| 2015年 | アンヘル・ビシオソ                         |
| 2014年 | アレハンドロ・バルベルデ                   |
| 2013年 | シモン・シュピラック                       |
| 2012年 | ダニエル・モレノ                           |
| 2011年 | サムエル・サンチェス                       |
| 2010年 | ホアキン・ロドリゲス                       |
| 2009年 | ダビ・デ・ラ・フエンテ                     |
| 2008年 | ファビアン・ヴェークマン                   |
| 2007年 | リナルド・ノチェンティーニ                 |
| 2006年 | ファビアン・ヴェークマン                   |
| 2005年 | ハビエル・パスカル・ロドリゲス             |
| 2004年 | マティアス・ケスラー                       |
| 2003年 | マティアス・ケスラー                       |
| 2002年 | アンヘル・ビシオソ                         |
| 2001年 | アンヘル・ビシオソ                         |
| 2000年 | ミゲル・アンヘル・マルティン・ペルディゲロ |
| 1999年 | ステファノ・ガルゼッリ                     |
| 1998年 | フランシスコ・マンセボ                     |
| 1997年 | ミケル・サラベイティア                     |
| 1996年 | アレックス・ツェーレ                       |
| 1995年 | フェリックス・ガルシア・カサス             |
| 1994年 | マリノ・アロンソ                           |
| 1993年 | ジョニー・ヴェルツ                         |
| 1992年 | フリアン・ゴロスペ                         |
| 1991年 | ロラン・ル・クレク                         |
| 1990年 | ペドロ・デルガド                           |
| 1989年 | マリアーノ・サンチェス                     |
| 1988年 | ペドロ・デルガド                           |
| 1987年 | ミゲル・インドゥライン                     |
| 1986年 | 中止                                       |
| 1985年 | セレスティノ・プリエト                     |
| 1983年 | フアン・フェルナンデス                     |
| 1982年 | ペドロ・ムニョス                           |
| 1981年 | エウラリオ・ガルシア                       |

| 年     | 優勝者                           |
| ------ | -------------------------------- |
| 1980年 | フアン・フェルナンデス           |
| 1979年 | フアン・フェルナンデス           |
| 1978年 | ミゲル・マリア・ラサ             |
| 1977年 | ビセンテ・ロペス・カリル         |
| 1976年 | ホセ・ナサバル                   |
| 1975年 | アグスティン・タマメス           |
| 1974年 | ミゲル・マリア・ラサ             |
| 1973年 | ドミンゴ・ペルレナ               |
| 1972年 | ビセンテ・ロペス・カリル         |
| 1971年 | ミゲル・マリア・ラサ             |
| 1970年 | アントニオ・ゴメス・デル・モラル |
| 1969年 | グレゴリオ・サン・ミゲル         |
| 1968年 | ホセ・ロペス・ロドリゲス         |
| 1967年 | アントニオ・ゴメス・モラル       |
| 1966年 | カルロス・エチェベリア           |
| 1965年 | エウセビオ・ベレス               |
| 1964年 | フランシスコ・ガビカ             |
| 1963年 | ホセ・ペレス＝フランセス         |
| 1963年 | ホセ・ペレス＝フランセス         |
| 1962年 | ミゲル・パチェコ                 |
| 1962年 | フアン・ベルモンテ               |
| 1961年 | ホセ・ペレス＝フランセス         |
| 1960年 | ヒメネス・キレス                 |
| 1959年 | ミゲル・パチェコ                 |
| 1958年 | ベルナルド・ルイス               |
| 1957年 | ミゲル・チャコン                 |
| 1956年 | アントニオ・エランス             |
| 1955年 | オルテンシオ・ビダウレタ         |
| 1955年 | ヘスス・ガルデアーノ             |
| 1954年 | ミゲル・ビダウレタ               |
| 1953年 | オルテンシオ・ビダウレタ         |
| 1952年 | オルテンシオ・ビダウレタ         |
| 1951年 | オルテンシオ・ビダウレタ         |